# Windows Media Player

Medienbibliothek in Windows Media Player 12, welche beim Start des Programms standardmäßig angezeigt wird

Windows Media Player (bis Windows 8.1, in Windows 10 Windows Media Player Legacy sowie seit Windows 11 Legacy-Windows Medienwiedergabe) ist ein Computerprogramm von Microsoft, das zur Wiedergabe von Audio- und Videodateien dient, welches ein fester Bestandteil des Windows-Betriebssystems ist. Die aktuelle Version ist Windows Media Player 12, die erstmals mit der Veröffentlichung von Windows 7 erschienen ist.
Der Windows Media Player ging aus dem Microsoft NetShow Player (Version 3.5) hervor. Die Marke Windows Media wurde kurz vor der Veröffentlichung von Windows 2000 eingeführt. Er war bis zur Version 9.0 auch für macOS bzw. Mac OS Classic verfügbar. Inzwischen hat Microsoft den Media Player durch die Windows Medienwiedergabe (auch Groove Music benannt) unter Windows 10 und 11 als standardmäßigen Audioplayer ersetzt, trotzdem wird Windows Media Player mitinstalliert und lässt sich als Standardplayer einstellen.

## Funktionen
Neben der Abspielfunktion besteht die Möglichkeit des Brennens von Audio-CDs sowie das allgemeine Kopieren von ungeschützten CDs (siehe auch Digital Rights Management). Weiterhin sind eine Verwaltungsfunktion der Medienarchive, eine Synchronisationsfunktion für tragbare Geräte, wie z. B. MP3-Player oder PDAs, ein Internetradio-Empfänger (nur bis Version 10) sowie eine Schnittstelle zum legalen Kauf von Musik und Videos bei verschiedenen Anbietern, wie z. B. T-Home Vision, vorhanden.

### Audio-Dateiformate
Zum Kopieren von Musik auf den Computer verwendet der Windows Media Player zum einen Microsofts hauseigenes Format WMA (Windows Media Audio) in verschiedenen Qualitätsstufen: konstante Bitrate 48–192 kBit/s, variable Bitrate 40–75 kBit/s bis 240–355 kBit/s, WMA Lossless, mit Version 11 verfügbar: WMA 10 Pro. Seit Version 10 ist es auch möglich, mithilfe eines eingebauten Fraunhofer-Kodierers in das plattformunabhängige MP3-Format zu kopieren, jedoch nur in vier Qualitätsstufen (128, 192, 256, 320 kBit/s) und ohne Unterstützung variabler Bitraten.
Beim Kopieren von CDs ist es möglich, die Tag-Informationen der Titel automatisch mittels einer Internetdatenbank zu ergänzen. Titel- und Interpretinformationen stehen so ohne Eingabe durch den Benutzer zur Verfügung.

### Nachladbare Codecs
Durch das Herunterladen weiterer Codecs ist es möglich, vorher nicht unterstützte Formate abzuspielen; ferner gibt es die Möglichkeit, durch den Kauf eines DVD-Codecs die Abspielmöglichkeit für DVDs nachzurüsten. Bei den Betriebssystem-Versionen „Windows Vista Home Premium“ und „Windows Vista Ultimate“ ist ein DVD-Codec für den Windows Media Player serienmäßig enthalten und muss nicht zusätzlich erworben werden. Bei „Windows Vista Home Basic“ und „Windows Vista Business“ muss ein externer Codec installiert werden bzw. ein Upgrade auf eine DVD-wiedergabefähige Version erfolgen.

### Weitere Funktionen
Seit Version 9 ist die Funktion „Miniplayer-Modus“ integriert, dabei minimiert sich der Player vollständig in die Windows-Taskleiste, und die Bedienelemente stehen darüber zur Verfügung. Außerdem ist seit der Version 7 eine Brennfunktion für Musik-CDs integriert. Diese CDs können auf einem normalen CD-Player abgespielt werden. Dem Player ist es außerdem möglich, zur Musik so genannte Visualisierungen anzuzeigen – grafische Bildschirmausgaben, die sich im Rhythmus des Audiosignals verändern.
Die Wiedergabelisten des Windows Media Players werden im Format WPL (Windows Media Playlists) gespeichert, das auf XML basiert und mit XML- oder auch Texteditoren bearbeitet werden kann.
Seit Version 9 werden Audios automatisch auf einer Skala von eins bis fünf Sternen bewertet, wofür die Anzahl der Wiedergaben maßgeblich ist.

#### Wiedergabegeschwindigkeit
Ab der in Windows 7 integrierten Version 12.0 können Audio- und Videodateien in drei verschiedenen Geschwindigkeiten (langsam, normal, schnell) ohne Änderung der Tonhöhe abgespielt werden.

#### Wettbewerbsrechtliche Probleme
Der Media Player wird mit Microsoft Windows ausgeliefert. Diese Vertriebsart wurde von den Wettbewerbsschützern der Europäischen Union als Ausnutzung von Microsofts Quasi-Monopol auf dem Betriebssystemmarkt missbilligt. Als Reaktion auf die Forderung nach Entkoppelung des Media Player vom Betriebssystem bietet Microsoft-Windows-Versionen ohne Media Player an, wie etwa Windows XP Home Edition N, Windows Vista Home Basic N, Windows Vista Business N oder Windows 7 Home Premium N.
Eine vollständige Deinstallation des Media Players ist nicht möglich, da das Programm tief in das System integriert ist.

## Geschichte

### NetShow Player

Die Medienwiedergabe wurde rasch durch Windows Media Player als primärer Player in Windows abgelöst

Die Entwicklung begann mit dem Programm Microsoft NetShow Player, welches für ältere Windows-Versionen (beispielsweise Windows 3.1) verfügbar und primär für die Wiedergabe von Webstreams im Format ASX/ASF gedacht war. Nach der Weiterentwicklung zu Windows Media Player, löste dieser die bisher in Windows integrierte Medienwiedergabe (MPLAYER.EXE, respektive MPLAY32.EXE in NT-basierten Windows-Versionen) als primären Player des Betriebssystems ab.

### Windows Media Player 5
Version 5.2 war die erste veröffentlichte Version unter dem Namen „Windows Media Player“. Sie basiert auf dem Microsoft NetShow Player, Version 3.5, und bietet demgegenüber keine Änderungen. Sie wurde als Beta noch in einer 16-bit-Variante für Windows 3.1 veröffentlicht, die finale Version war allerdings nur mehr als 32-bit-Variante verfügbar.

### Windows Media Player 6

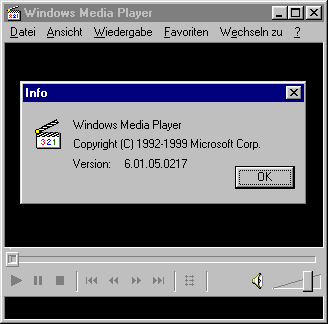
Windows Media Player 6.01 unter Windows 95a

Die Version 6.0 von September 1998 war aufgrund ihrer Bündelung mit Internet Explorer 4.0 32-bit (für Windows 95 und NT 4.0) sowie dem Service Pack 4 für Windows NT 4.0 die erste verbreitete Version von Windows Media Player. Version 6.1 kam Anfang 1999 als Bestandteil von Windows 98 und gebündelt mit Internet Explorer 5.0. Version 6.4 folgte am 22. November 1999 und ist die letzte, die Windows NT 4.0 offiziell unterstützt. Sie war bei Windows 2000 vorinstalliert. Windows XP enthält parallel zu Media Player 8 und 10 ebenfalls Version 6.4 als mplayer2.exe (nur im Programme-Ordner, jedoch keine Verknüpfung im Startmenü): offiziell aus Kompatibilitätsgründen, da XP die Windows 9x-Linie abzulösen hatte.

### Windows Media Player 7
Veröffentlicht im Juni 2000 für Windows 95, 98(SE), ME und 2000, unterstützt der Windows Media Player 7.0 erstmals das Brennen von Audio-CDs. Das geht allerdings nur mithilfe des mitgelieferten Plug-ins des Herstellers Adaptec. Mit Windows Media Player 7.0 wurde zudem eine Medienguide, Internetradiofunktion (beide über die inzwischen nicht mehr verfügbare Website windowsmedia.com bereitgestellt) und Audiovisualisierungen integriert. Die Oberfläche wurde stark überarbeitet und eine Unterstützung für Drittanbieter-Designs hinzugefügt. Außerdem kann er seit dieser Version auch Playlists speichern. Die Version 7.1 vom Mai 2001 war ein kleines Update, bietet lediglich eine neue Codierung von Windows Media Audio 8. Diese Version strich jedoch den offiziellen Support für Windows 95.

### Windows Media Player 8
Der Windows Media Player 8 wurde exklusiv für und mit Windows XP am 25. Oktober 2001 veröffentlicht und wurde optisch dem Windows XP-Design angepasst. Doch bietet er einige neue Funktionen. So kann er beispielsweise CDs ohne weitere Plug-ins brennen. Der Vollbildmodus hat nun auch einige neue Funktionen. Er beinhaltet eine Symbolleiste, die sich nach wenigen Sekunden wieder ausblendet. Auch das MP3-Format wird nun besser unterstützt.

### Windows Media Player 9
Die am 27. Januar 2003 veröffentlichte Version 9 des Windows Media Players, von Microsoft auch 9 Series genannt, bietet im Vergleich zu Version 8 nur wenig Neuheiten, wurde jedoch wieder für Windows 98(SE), ME und 2000 sowie weiterhin XP angeboten. Die Benutzeroberfläche wurde leicht überarbeitet. Es wurden außerdem die Audiokompressionsrate um 20 % und die Videokompressionsrate um 50 Prozent verbessert. Die neue Funktion Video Smoothing verbessert die Wiedergabequalität von gestreamten Videos mit geringer Bitrate. Mit der neuen Windows-Media-Voice-Technik wurde die Tonqualität des Internetradios verbessert. Für den Vertrieb sogenannter Premiumdienste wurde ein neuer Menüpunkt hinzugefügt. Diese Premiumdienste beinhalteten lediglich auf windowsmedia.com gehostete Sponsorenlinks zu Plattformen, auf denen Anwender Musik- oder Filmkäufe durchführen konnten, wie beispielsweise Napster. Die Premiumdienstvermittlung wurde Mitte 2010 für Media Player 9.0 eingestellt.

### Windows Media Player 10
Der Windows Media Player 10 wurde am 12. Oktober 2004 veröffentlicht. Er war nur als Update für Windows XP verfügbar, ältere Versionen unterstützten nur noch Version 9. Die größten Neuerungen liegen an der überarbeiteten Oberfläche. So lassen sich nun vor allem Formen und Größe besser verändern. Der Windows Media Player 10 bietet nun auch mehr Kompatibilität zu tragbaren Audioplayern. Die neue Funktion Auto Sync ermöglicht das Synchronisieren mit unterstützten Geräten. Sie werden automatisch erkannt. Man kann nun auch erstmals Musik-CDs in das MP3-Format kopieren. Der Medienguide, zuletzt in dieser Version verfügbar und tatsächlich auch nur mehr auf die ebenso noch verfügbare Internetradiofunktion weiterleitend, wurde Mitte 2016, im Zuge der geplanten Ablösung durch Microsoft Groove, eingestellt. Die Vermittlung von Premiumdiensten ist durch einen direkt integrierbaren Webshop (Standardmäßig Bing) abgelöst.

### Windows Media Player 11

Logo der Windows Media Player 10 und 11 (nur der Windows-XP-Version der Version 11)

Am 30. Oktober 2006 erschien die finale deutschsprachige Version des Windows Media Players 11. Sie steht seitdem kostenfrei auf der Microsoft-Webseite zum Download bereit. Zuvor erschienen die einzige deutschsprachige Betaversion am 12. Mai 2006 und eine zweite Betaversion am 1. September 2006, allerdings nur in englischer Sprache. Der Windows Media Player 11 ist der erste Media Player, der unmittelbar zum Start auch als 64-Bit-Variante herauskam; beim Vorgänger Windows Media Player 10 wurde die x64-Ausführung erst mit dem Erscheinen von Windows XP Professional x64 implementiert.
Die Installationsroutinen der Windows Media Player Versionen 10 und 11 überprüften anfangs die vorhandene Windows-Lizenz mittels einer WGA-Prüfung auf ihre Rechtmäßigkeit, darauf wurde später jedoch wieder verzichtet.
Der Windows Media Player 11 verzichtet auf die Verlinkung zum Medienguide sowie der Internetradiofunktion auf windowsmedia.com. Der integrierte Webshop ist jedoch weiterhin verfügbar.

### Windows Media Player 12
Der Windows Media Player 12 wurde erstmals mit Windows 7 ausgeliefert. Er enthält ein etwas verändertes Design gegenüber dem Windows Media Player 11. Diese Version wurde nicht mehr für Windows XP und Vista veröffentlicht.
Version 12 ist bis heute weiterhin Bestandteil von Windows, um die Kompatibilität mit älteren Anwendungen, die auf dem Media Player aufbauen, zu bewahren. Er wird von Microsoft aber seit der Version 12 nicht mehr weiterentwickelt und wurde durch den neuen Media Player, der nach verschiedenen Umbenennungen (Filme & TV sowie Groove Music als eigenständige Apps für Video und Audio unter Windows 8 und 10) nun „Windows Medienwiedergabe“ (seit Windows 11) heißt, ersetzt. Um das Outphasing des Windows Media Players zu verdeutlichen, hat Microsoft mit Windows 10 das Wort „Legacy“ im Programmnamen hinzugefügt.
Mit Windows 8 entfiel aus Kostengründen auch die Möglichkeit, DVDs von Haus aus abzuspielen. Um diese Funktion nachzurüsten, ist es möglich, kostenpflichtig von Windows 8.1 Home oder Pro auf die Windows 8.1 Pro Media Center Edition upzugraden. Eine Zeit lang war es möglich, diese Funktion kostenlos nachzurüsten. Ebenso aus dem Funktionsumfang gestrichen wurde die Integration eines Webshops, über welchen Musik- und Filmkäufe abgewickelt werden konnten. Es können aber weiterhin Informationen zum Album, Interpreten und sonstiges abgerufen und in die MP3-Dateien geschrieben werden.
Standardmäßig wird, auch auf 64-Bit-Betriebssystemen, die 32-Bit-Variante ausgeführt. Dies kann mit einem Befehl in der Eingabeaufforderung geändert werden.

### Versionsgeschichte
| Legende: | Ältere Version; nicht mehr unterstützt | Ältere Version; noch unterstützt | Aktuelle Version | Aktuelle Vorabversion | Zukünftige Version |

#### Für Windows
| Version                       | Veröffentlichung                                          | Verfügbar für |
| ----------------------------- | --------------------------------------------------------- | --- |
| NetShow Player                | 1996–1998                                                 | - Windows 3.1 - Windows 95 - Windows NT 4.0                                                                               |
| Windows Media Player 5.2      | Juli 1997                                                 | - Windows 3.1 (nur Betaversion) - Windows 95 - Windows NT 4.0                                                             |
| Windows Media Player 6.x      | September 1998 (6.0) März 1999 (6.1) September 1999 (6.4) | - Windows 95 - Windows NT 4.0 - Windows 98 (6.1 integriert) - Windows 2000 (6.4 integriert) - Windows XP (6.4 integriert) |
| Windows Media Player 7.x      | 17. Juli 2000 (7.0) 16. Mai 2001 (7.1)                    | - Windows 95 (nur 7.0) - Windows 98 - Windows 2000 - Windows ME (integriert)                                              |
| Windows Media Player 8        | 25. Oktober 2001                                          | - Windows XP (integriert bis Service Pack 1)                                                                              |
| Windows Media Player 9 Series | 27. Januar 2003                                           | - Windows 98 SE - Windows 2000 - Windows ME - Windows XP                                                                  |
| Windows Media Player 10       | 2. September 2004                                         | - Windows XP (integriert ab Service Pack 2) - Windows Server 2003                                                         |
| Windows Media Player 11       | 30. Oktober 2006                                          | - Windows XP - Windows Vista (integriert) - Windows Server 2008                                                           |
| Windows Media Player 12       | 22. Februar 2011                                          | - Windows 7 - Windows 8 - Windows 8.1 - Windows 10 - Windows 11 (integriert in allen genannten Versionen)                 |

#### Für Windows Mobile
| Version                          | Veröffentlichung                                           | System                                  |
| -------------------------------- | ---------------------------------------------------------- | --------------------------------------- |
| Windows Media Player             | 19. April 2000                                             | Pocket PC 2000                          |
| Windows Media Player 1.1         |                                                            | Palm PC CE 2.11                         |
| Windows Media Player 1.2         | 7. September 2000                                          | Handheld PC 2000                        |
| Windows Media Player 7           | 12. Dezember 2000                                          | Pocket PC 2000                          |
| Windows Media Player 7.1         | 21. Mai 2001                                               | Pocket PC 2000                          |
| Windows Media Player 8           | - 4. Oktober 2001 (Pocket) - 5. Dezember 2001 (Smartphone) | - Pocket PC 2002 - Smartphone 2002      |
| Windows Media Player 8.01        | Juli 2002                                                  | Pocket PC 2002                          |
| Windows Media Player 8.5         | 11. Oktober 2002                                           | Pocket PC 2002                          |
| Windows Media Player 9 Series    | 23. Juni 2003                                              | Windows Mobile 2003                     |
| Windows Media Player 9.0.1       | 24. März 2004                                              | Windows Mobile 2003 SE                  |
| Windows Media Player 10 Mobile   | 12. Oktober 2004                                           | Windows Mobile 2003 SE                  |
| Windows Media Player 10.1 Mobile | 10. Mai 2005                                               | Windows Mobile 5.0                      |
| Windows Media Player 10.2 Mobile |                                                            | Windows Mobile 5.0                      |
| Windows Media Player 10.3 Mobile | 12. Februar 2007                                           | - Windows Mobile 5.0 - Windows Mobile 6 |
| Windows Media Player 11 Mobile   | 1. April 2008                                              | Windows Mobile 6.1                      |

#### Für Mac OS
| Version                       | Veröffentlichung | System                |
| ----------------------------- | ---------------- | --------------------- |
| Windows Media Player 6.3      | 17. Juli 2000    | - Mac OS 7 - Mac OS 8 |
| Windows Media Player 7        | 24. Juli 2001    | - Mac OS 8 - Mac OS 9 |
| Windows Media Player 9 Series | 7. November 2003 | Mac OS X              |

#### Für Unix
| Version                  | Veröffentlichung | System  |
| ------------------------ | ---------------- | ------- |
| Windows Media Player 6.3 | 17. Juli 2000    | Solaris |